# Pedrón de Ouro

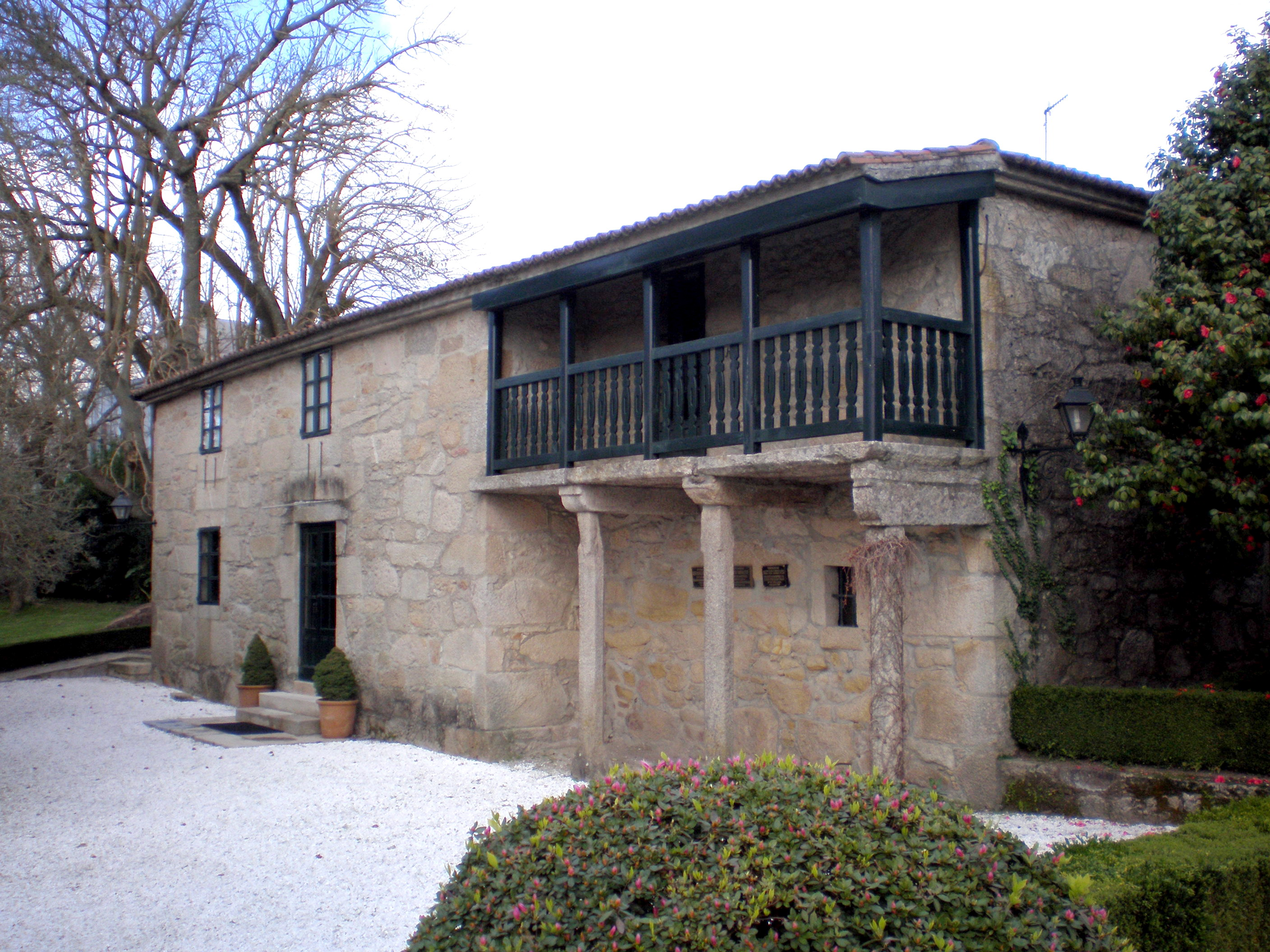
Casa Museo Rosalía de Castro, lugar de entrega de los premios.

Los premios Pedrón de Ouro, desde 1964, Pedrón de Honra y Premio Modesto R. Figueiredo son los premios otorgados en el municipio coruñés de Padrón por parte de los miembros de la Fundación Pedrón de Ouro, fundada por Avelino Abuín de Tembra, Maximino Rodríguez Buján y Octavio Rodríguez Sanmartin, teniendo entre sus miembros a Manuel Caamaño Suárez, David Otero y Avelino Pousa Antelo.
El Pedrón de Ouro se entrega a la personalidad o entidad viva y residente en Galicia que más destacó en la defensa y promoción de los diversos aspectos de la cultura nacional a lo largo del año o en una trayectoria vital. Mientras que el Pedrón de Honra es dado a los residentes extranjeros que han destacado con sus contribuciones al engrandecimiento de la nación y la cultura gallega.

## Premiados
| Año  | Pedrón de Ouro                              | Pedrón de Honra                    |
| ---- | ------------------------------------------- | ---------------------------------- |
| 1964 | Faustino Rey Romero                         |                                    |
| 1965 | Isidro Parga Pondal                         |                                    |
| 1966 | Xosé Manuel Rey de Viana                    |                                    |
| 1967 | Ricardo Carballo Calero                     |                                    |
| 1968 | Xosé Morente Torres e Manuel Espiña Gamallo |                                    |
| 1969 | Manuel Rubén García Álvarez                 |                                    |
| 1970 | María Victoria Fernández-España             |                                    |
| 1971 | Fermín Penzol                               |                                    |
| 1972 | Xohana Torres                               |                                    |
| 1973 | Xosé Filgueira Valverde                     | Baldomero Cores Trasmonte          |
| 1974 | Álvaro Gil Varela                           |                                    |
| 1975 | Valentín Paz-Andrade                        |                                    |
| 1976 | Isaac Díaz Pardo                            | Alberto Balil Illana               |
| 1977 | Miguel Anxo Araúxo Iglesias                 |                                    |
| 1978 | Fernández del Riego e Ánxel Fole            |                                    |
| 1979 |                                             | Carlos Alberto Ferreira de Almeida |
| 1980 | Álvaro Cunqueiro                            | Abel Bouhier                       |
| 1981 | Xosé María Álvarez Blázquez                 |                                    |
| 1982 | Manuel Colmeiro Guimarás                    | Borobó                             |
| 1983 | Concello de Redondela                       |                                    |
| 1984 | Antón Fraguas                               |                                    |
| 1985 | Milladoiro                                  | Basilio Losada                     |
| 1986 | Cesáreo Saco López                          | Xosé Neira Vilas                   |
| 1987 | Xosé Luís Méndez Ferrín                     |                                    |
| 1988 | Xosé Otero Abeledo ''Laxeiro''              |                                    |
| 1989 |                                             |                                    |
| 1990 |                                             | Basilio Losada                     |
| 1991 | Revista Encrucillada                        |                                    |
| 1992 | Xesús Alonso Montero                        |                                    |
| 1993 |                                             |                                    |
| 1994 | Manuel María                                | David MacKenzie                    |
| 1995 | Manuel García de Buciños                    |                                    |
| 1996 |                                             |                                    |
| 1997 | César Portela                               | Miguel Fernández Refojo            |
| 1998 | Mesa pola Normalización Lingüística         | Xavier Carro                       |
| 1999 | Bernardino Graña                            | Xosé Estévez Rodríguez             |
| 2000 | Editorial Galaxia                           | Centro Galego de Barcelona         |
| 2001 | Manuel Lourenzo                             | Arcadio López-Casanova             |
| 2002 | Luciano García Alén                         | Terras extremas                    |
| 2003 | Nunca Máis                                  | John Rutherford                    |
| 2004 | Antía Cal                                   | Centro Galego de Baracaldo         |
| 2005 | Xosé Manuel Beiras                          | Fernando Pérez-Barreiro Nolla      |
| 2006 | Aula Castelao de Filosofía                  | Vicente Araguas                    |
| 2007 | Francisco Río Barxa                         | Leopoldo Nóvoa                     |
| 2008 | Xusto Beramendi                             | Xosé Lois García Fernández         |
| 2009 | Xosé Luis Rivas e Baldomero Iglesias        | Mariana Ploae-Hanganu              |
| 2010 | Camilo Nogueira Román                       | Fermín Bouza Álvarez               |
| 2011 | Lidia Senra                                 | Andrés Pociña e Aurora López López |
| 2012 | Nova Escola Galega                          | Henrique Ortiz Alonso              |
| 2013 | Grupo de Teatro Airiños                     | Dorothé Schubart                   |
| 2014 | Museo do Pobo Galego                        | Teresa Soeiro                      |
| 2015 | Edicións Laiovento                          | Miguel Anxo Murado                 |
| 2016 | Cántigas da Terra                           | Carmen Mejía Ruiz                  |
| 2017 | Fundación Rosalía de Castro                 | Martín Veiga                       |